# Lliga Espiritual de la Mare de Déu de Montserrat
La Lliga Espiritual de la Mare de Déu de Montserrat és una agrupació confessional catòlica fundada el 1899 a Barcelona pel bisbe Josep Torras i Bages, que pretenia esdevenir la secció de propaganda religiosa de la Unió Catalanista, tot aplegant gent provinent de l'Acadèmia de la Llengua Catalana, de la congregació mariana dels jesuïtes i del Cercle Artístic de Sant Lluc. La finalitat era enfortir la vida cristiana dels associats i contribuir a la reconstrucció material i espiritual de Catalunya. Va tenir una influència molt important en els intel·lectuals catòlics catalans de la primera meitat del segle xx. La seva seu és al carrer Ripoll núm. 25 de Barcelona.
L'entitat fou creada segons la concepció vital i religiosa de Josep Torras i Bages, resumida en la pregària de la visita espiritual a la Mare de Déu de Montserrat, que inicialment els membres fundadors de la Lliga Espiritual de la Mare de Déu de Montserrat havien proposat; tanmateix, la cúria barcelonina no l'aprovà perquè els autors eren seglars, que recorregueren llavors al Dr. Torras i Bages per tal que creés la que ha esdevingut la pregària actual. La Lliga va promoure el cant gregorià, el catecisme en català, l'escoltisme catòlic i una campanya per a combatre el renec. En foren socis molts destacats catalanistes, com Lluís M. Millet, Antoni Gaudí, Enric Prat de la Riba, Josep Puig i Cadafalch, Norbert Font i Sagué, Joan Maragall, Joan Alzina i Melis, Jaume Bofill i Mates i Josep Llimona. Va crear dues seccions, una a Buenos Aires i l'altra a París, i edità la revista Montserrat.
Tot i el seu apoliticisme inicial, molts dels seus caps formaven part dels quadres de la Lliga de Catalunya. Va interrompre les seves activitats durant la guerra civil espanyola, i cap al 1939 les va reprendre. Cap al 1959 s'acostà més als problemes socials i de la història contemporània, a través de cursets i amb la creació del Centre Francesc Eiximenis, raó per la qual incontrolats de l'extrema dreta espanyolista assaltaren els locals i agrediren els promotors. Col·laboraren sovint amb Òmnium Cultural i amb Justícia i Pau. El 1999 va rebre la Creu de Sant Jordi.
El 18 d'octubre de 2007, juntament amb Cristianisme al Segle XXI, denunciaren davant el tribunal de la Rota la Conferència Episcopal Espanyola a causa del contingut dels programes de la cadena COPE.
El seu president des del 2022 és Joan Maluquer Ferrer.

## Presidents
- Josep Torras i Bages (1899-1916)
- Agustí Valls i Vicens (1916-1920)
- Leonci Soler i March (1920-1932)
- Eladi Homs Zimmer (1932-???)
- Maria Ferret i Espanyol
- Joaquim Ferrer i Roca (2005-2016)[4]
- Carles Armengol Siscares (2016-2022)
- Joan Maluquer Ferrer (2022-actualitat).